# Malla poligonal

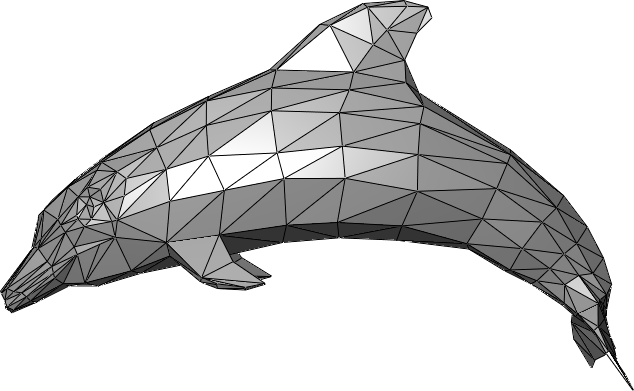
Exemple de mesh.

Una malla poligonal, també coneguda com a mesh, és una superfície creada mitjançant un mètode tridimensional generat per sistemes de vèrtexs posicionats en un espai virtual amb dades de coordenades pròpies.

## Usos
S'utilitzen per a diferents aplicacions i objectius, pero en general per la creació 3D a ordinador, altres exemples son.
- Lògica booleana
- Suavitzat de textures
- Simplificació
- Altres

## Característiques
Existeixen diversos sistemes i algoritmes de creació del metope. Sempre es construeixen a partir d'un mínim de 3 vértexs, anomenats cara, que és la unitat bàsica i mínima de qualsevol polígon tridimensional.
Las regles de modelatge tridimensional es basen en 4 vértexs y 4 més per poder controlar les superfícies.

## Representacions
Les malles de polígons es poden representar de diverses maneres, utilitzant diferents mètodes per emmagatzemar les dades dels vèrtexs, arestes i cares.

### Malles cara-vèrtex
Una llista senzilla de vèrtexs i un conjunt de polígons que indiquen els vèrtexs que s'utilitzen.

### Vora alada
En cada vora té dos vèrtexs, dues cares i les quatre vores (en sentit horari i antihorari) que es toquen. Les malles de vora alada permeten un recorregut constant de temps de la superfície, però També requisits d'emmagatzematge més alts.

### Malles de mitja vora
Molt similars a les malles de vores alades, excepte que només s'utilitza la meitat de la informació de recorregut de vores.

### Malles de quatre vores
Emmagatzemen arestes, mitges arestes i vèrtexs sense cap referència als polígons. Els polígons són implícits. Els requisits de memòria són similars a les malles de mitja vora.

### Taules de cantonada
Emmagatzemen vèrtexs en una taula predefinida, de manera que al recórrer la taula es defineixenmplícitament polígons. La representació és més compacta i més eficient, però les operacions per canviar polígons són lentes. A més, les taules de cantonades no rpoden representar les malles completament. Es necessiten diverses taules per representar la majoria de malles.

### Malles vèrtex-vèrtex
Una malla "VV" només representa vèrtexs, que apunten a altres vèrtexs. Tant la informació de la vora, com la de la cara estan implícites en la representació. No permet realitzar moltes operacions eficients sobre malles.

### Malles de vèrtex facial
Les malles vèrtex facial representen un objecte com un conjunt de cares i un conjunt de vèrtexs. Aquesta és la representació de malla més àmpliament utilitzada, essent l'entrada normalment acceptada pel maquinari gràfic modern.Milloren a la malla VV per modelar, ja que permeten una cerca explícita dels vèrtexs d'una cara i de les cares que envolten un vèrtex.

### Malles de vores alades
Les malles de vores representen explícitament els vèrtexs, les cares i les vores d'una malla. Aquesta representació s'utilitza àmpliament en programes de modelatge per proporcionar la major flexibilitat en el canvi dinàmic de la geometria de la malla, perquè les operacions de divisió i combinació es poden fer ràpidament.
Altres representacions no tan comuns són.

### Malla de transmissió
Emmagatzemen les cares de manera ordenada, però independent, de manera que la malla es pugui transmetre en trossos. L'ordre de les cares pot ser espacial, espectral o basat en altres propietats de la malla. Les malles de transmissió permeten representar una malla molt amplia.

### Malles progressives
Emmagatzemen les dades de vèrtexs i cares amb nivells de detall creixents. A diferència de les malles de transmissió, les malles progressives donen la forma general de l'objecte sencer, però amb un nivell de detall baix.

### Malles normals
Transmeten canvis progressius a una malla com un conjunt de desplaçaments normals des d'una malla base.

## Nivells de representació
- Low-Poly: Traduït com "Polígons baixos" són models que la seva composició de polígons és baixa la qual cosa és probable que el model tingui un molt mal detall i no s'obtingui un resultat favorable. Aquests models es fan servir per optimitzar el rendiment de videojocs i no requereixen molt de detall (Per exemple, una caixa o una roca).
- Mid-Poly: Traduït com "Polígons mitjans" són models que la seva composició de polígons és mitjana encara que la seva velocitat de processament és més trigada. Aquests models són més utilitzats per a models que requereixen una mica més de detall (Per exemple una arma, una casa)
- High-Poly: Traduït com "Polígons alts" són models que la seva composició de polígons complexes i arriben a donar un detall magnífic però el seu processament és més complex i tendeix a alentir l'ordinador, depenent de la potència que el maquinari. Aquests models són utilitzats per a models que precisen d'un bon grau de detall (Per exemple un personatge, un vehicle).[3]